# Ебенезер Офорі
Ебенезер Офорі (англ. Ebenezer Ofori; нар. 1 липня 1995, Кумасі) — ганський футболіст, захисник, півзахисник клубу «Жальгіріс» і збірної Гани.

## Клубна кар'єра
Народився 1 липня 1995 року в місті Кумасі. Вихованець юнацьких команд футбольних клубів ФК «Глорі» та «Нью Едуб'язі Юнайтед».
У липні 2013 року перейшов до шведського АІКа, це сталося через декілька днів після завершення Чемпіонату світу з футболу U-20. Зі своїм новим клубом він підписав контракт терміном на 3,5 року.
Офіційно дебютував у шведській команді 22 серпня 2013 року в матчі Кубку проти «Сандвікена». Першим голом у складі АІКу відзначився 26 жовтня 2014 року в домашній грі проти Отвідабергс, завдяки удару по діагоналі з-за меж штрафного майданчика. У лютому 2015 року продовжив термін дії контракту, який тепер завершувався не наприкінці 2016, а наприкінці 2017 року. Наприкінці сезону отримав нагороду найкращого півзахисника чемпіонату Швеції 2015 року.
Наприкінці січня 2017 року за 1,5 мільйона євро перейшов до німецького «Штутгарта».

## Виступи за збірні
2010 року дебютував у складі юнацької збірної Гани, взяв участь у 3 іграх на юнацькому рівні.
2013 року залучався до складу молодіжної збірної Гани. На молодіжному рівні зіграв у 7 офіційних матчах. Того ж року грав на Чемпіонаті світу з футболу U-20, на якому в складі збірної став бронзовим призером
До табору головної національної збірної Офорі викликали в січні 2017 року для участі в Кубку африканських націй 2017 року.

## Стиль гри
На початку свого перебування в шведській команді використовувався в основному як фланговий півзахисник, але повертався й відпрацьовував на оборону, при необхідності також виступав на позиції захисника. У сезоні 2015 року на постійній основі був переведений на позицію центрального півзахисника, на якій уже виступав у минулому. Його «робоча» нога — ліва.

## Статистика виступів

### Клубна
Станом на 9 листопада 2016 року
| Сезон             | Клуб              | Дивізіон          | Ліга  | Ліга | Кубок | Кубок | Європа | Європа | Загалом | Загалом |
| Сезон             | Клуб              | Дивізіон          | Матчі | Голи | Матчі | Голи  | Матчі  | Голи   | Матчі   | Голи    |
| ----------------- | ----------------- | ----------------- | ----- | ---- | ----- | ----- | ------ | ------ | ------- | ------- |
| 2013              | АІК               | Аллсвенскан       | 4     | 0    | 1     | 0     | —      | —      | 5       | 0       |
| 2014              | АІК               | Аллсвенскан       | 23    | 1    | 1     | 0     | 2      | 0      | 26      | 1       |
| 2015              | АІК               | Аллсвенскан       | 27    | 0    | 4     | 0     | 5      | 1      | 36      | 1       |
| 2016              | АІК               | Аллсвенскан       | 27    | 3    | 1     | 0     | 6      | 0      | 34      | 3       |
| Загалом у кар'єрі | Загалом у кар'єрі | Загалом у кар'єрі | 81    | 4    | 7     | 0     | 13     | 1      | 101     | 5       |